# Вайсах-им-Таль
Вайсах-им-Таль (нем. Weissach im Tal) — община в Германии, в земле Баден-Вюртемберг. 
Подчиняется административному округу Штутгарт. Входит в состав района Ремс-Мур.  Население составляет 7029 человек (на 31 декабря 2010 года). Занимает площадь 14,13 км².